# شرونا هورا (نیسکی یسنیک)
شرونا هورا (به لاتین: Červená hora) یک کوه در جمهوری چک است که در شهرستان اوپاوا واقع شده‌است. شرونا هورا ۷۴۹ متر بالاتر از سطح دریا واقع شده‌است.